# Шанешкіно
Шане́шкіно (рос. Шанешкино, марій. Шайышкан) — присілок у складі Совєтського району Марій Ел, Росія. Входить до складу Кужмаринського сільського поселення.

## Населення
Населення — 42 особи (2010; 43 у 2002).
Національний склад (станом на 2002 рік):
- марі — 72 %
- росіяни — 28 %